# Bruno Alexandre Rodrigues
Bruno Alexandre Rodrigues (sinh ngày 6 tháng 2 năm 1989) là một cầu thủ bóng đá người Brasil.

## Sự nghiệp câu lạc bộ
Bruno Alexandre Rodrigues đã từng chơi cho Ventforet Kofu.